# Primeira Liga de 2007–08
A BWIN Liga de 2007–08 foi a 74ª edição do campeonato português de futebol.
Iniciou-se a 18 de Agosto de 2007.
O sorteio das jornadas foi a 12 de Julho de 2007.
O vencedor foi o Futebol Clube do Porto, conseguindo o «tri», que viria a ser «tetra» na época seguinte.

## Participantes
| Académica          | Domingos Paciência | Estádio Cidade de Coimbra, Coimbra                   | 13º lugar                 |
| Belenenses         | Jorge Jesus        | Estádio do Restelo, Lisboa                           | 5º lugar                  |
| Benfica            | Fernando Chalana   | Estádio da Luz, Lisboa                               | 3º lugar                  |
| Boavista           | Jaime Pacheco      | Estádio do Bessa Séc. XXI, Porto                     | 9º lugar                  |
| SC Braga           | António Caldas     | Estádio Municipal de Braga, Braga                    | 4º lugar                  |
| Estrela da Amadora | Daúto Faquirá      | Estádio José Gomes, Amadora                          | 10º lugar                 |
| U. Leiria          | Vítor Oliveira     | Estádio Dr. Magalhães Pessoa, Leiria                 | 7º lugar                  |
| Leixões            | António Pinto      | Estádio do Mar, Matosinhos                           | 1º lugar da Liga de Honra |
| Marítimo           | Sebastião Lazaroni | Estádio dos Barreiros, Funchal                       | 12º lugar                 |
| Nacional           | Predrag Jokanović  | Estádio da Madeira, Funchal                          | 8º lugar                  |
| Naval              | Ulisses Morais     | Estádio Municipal José Bento Pessoa, Figueira da Foz | 11º lugar                 |
| Paços de Ferreira  | José Mota          | Estádio da Mata Real, Paços de Ferreira              | 6º lugar                  |
| FC Porto           | Jesualdo Ferreira  | Estádio do Dragão, Porto                             | 1º lugar                  |
| Sporting CP        | Paulo Bento        | Alvalade XXI, Lisboa                                 | 2º lugar                  |
| V. Guimarães       | Manuel Cajuda      | Estádio D. Afonso Henriques, Guimarães               | 2º lugar da Liga de Honra |
| V. Setúbal         | Carlos Carvalhal   | Estádio do Bonfim, Setúbal                           | 14º lugar                 |

## Tabela Classificativa
|     | Equipa             | Pts | J  | V  | E  | D  | GM | GS | +/- | Comments                                               |
| --- | ------------------ | --- | -- | -- | -- | -- | -- | -- | --- | ------------------------------------------------------ |
| 1.  | FC Porto*          | 75  | 30 | 24 | 3  | 3  | 60 | 13 | 47  | Liga dos Campeões - Fase de grupos                     |
| 2.  | Sporting           | 55  | 30 | 16 | 7  | 7  | 46 | 28 | +18 | Liga dos Campeões - Fase de grupos                     |
| 3.  | V. Guimarães       | 53  | 30 | 15 | 8  | 7  | 35 | 31 | +4  | Liga dos Campeões - 3ª Pré-Eliminatória                |
| 4.  | Benfica            | 52  | 30 | 13 | 13 | 4  | 45 | 21 | +24 | Taça UEFA                                              |
| 5.  | Marítimo           | 46  | 30 | 14 | 4  | 12 | 39 | 28 | +11 | Taça UEFA                                              |
| 6.  | V. Setúbal         | 45  | 30 | 11 | 12 | 7  | 37 | 33 | +4  | Taça UEFA                                              |
| 7.  | SC Braga           | 41  | 30 | 10 | 11 | 9  | 32 | 34 | -2  | Copa Intertoto da UEFA                                 |
| 8.  | Belenenses         | 43  | 30 | 11 | 10 | 9  | 37 | 33 | +4  | Penalizado em 6 pontos (ver: Caso Meyong)              |
| 9.  | Boavista           | 36  | 30 | 8  | 12 | 10 | 33 | 40 | -9  | Despromoção para a Liga de Honra pela caso Apito Final |
| 10. | Nacional           | 35  | 30 | 9  | 8  | 13 | 23 | 28 | -5  |                                                        |
| 11. | Naval              | 34  | 30 | 9  | 7  | 14 | 26 | 47 | -21 | Atribuição de 3 pontos (ver: Caso Meyong)              |
| 12. | Académica          | 32  | 30 | 6  | 14 | 10 | 31 | 37 | -6  |                                                        |
| 13. | Estrela da Amadora | 31  | 30 | 6  | 13 | 11 | 29 | 41 | -12 |                                                        |
| 14. | Leixões            | 26  | 30 | 4  | 14 | 12 | 27 | 37 | -10 |                                                        |
| 15. | Paços de Ferreira  | 25  | 30 | 6  | 7  | 17 | 31 | 49 | -18 | Beneficiou da descida do Boavista à Liga de Honra      |
| 16. | União de Leiria    | 16  | 30 | 3  | 7  | 20 | 25 | 53 | -28 | Despromoção para a Liga de Honra                       |

Legenda:
A 7 de Julho de 2017 foram respostos ao FC Porto os seis pontos que tinham sido deduzidos, tendo a classificação final da época 2007/2008 alterado de 69 pontos para 75 pontos 

## Resultados
NOTA: Os resultados da segunda volta serão apresentados na forma inversa
| J1 (17-20/Ago) e J16 (11-14/Jan) | J1 (17-20/Ago) e J16 (11-14/Jan) | J1 (17-20/Ago) e J16 (11-14/Jan) | J1 (17-20/Ago) e J16 (11-14/Jan) |
| -------------------------------- | -------------------------------- | -------------------------------- | -------------------------------- |
| Equipa 1                         | Resultado J1                     | Equipa 2                         | Resultado J16                    |
| Sporting                         | 4 - 1 Relatório                  | Académica de Coimbra             | 1 - 1 Relatório                  |
| Marítimo                         | 3 - 1 Relatório                  | Paços de Ferreira                | 1 - 3 Relatório                  |
| Braga                            | 1- 2 Relatório                   | Porto                            | 0 - 4 Relatório                  |
| Leixões                          | 1 - 1 Relatório                  | Benfica                          | 0 - 0 Relatório                  |
| Nacional da Madeira              | 0 - 0 Relatório                  | Estrela da Amadora               | 1 - 0 Relatório                  |
| Vitória de Guimarães             | 1 - 1 Relatório                  | Vitória de Setúbal               | 1 - 0 Relatório                  |
| União de Leiria                  | 0 - 0 Relatório                  | Boavista                         | 1 - 3 Relatório                  |
| Naval                            | 1 - 1 Relatório                  | Belenenses                       | 1 - 2 Relatório                  |

| J2 (25-27/Ago) e J17 | J2 (25-27/Ago) e J17 | J2 (25-27/Ago) e J17 | J2 (25-27/Ago) e J17 |
| -------------------- | -------------------- | -------------------- | -------------------- |
| Equipa 1             | Resultado J2         | Equipa 2             | Resultado J17        |
| Benfica              | 0 - 0 Relatório      | Vitória de Guimarães | 3 - 1 Relatório      |
| Belenenses           | 0 - 2 Relatório      | Braga                | 1 - 1 Relatório      |
| Estrela da Amadora   | 3 - 1 Relatório      | Naval                | 1 - 1 Relatório      |
| Paços de Ferreira    | 1 - 1 Relatório      | Leixões              | 0 - 1 Relatório      |
| Académica de Coimbra | 1 - 1 Relatório      | União de Leiria      | 1 - 3 Relatório      |
| Boavista             | 0 - 2 Relatório      | Marítimo             | 2 - 0 Relatório      |
| Porto                | 1 - 0 Relatório      | Sporting             | 0 - 2 Relatório      |
| Vitória de Setúbal   | 1 - 0 Relatório      | Nacional da Madeira  | 0 - 0 Relatório      |

| J3 (31/Ago a 2/Set) e J18 | J3 (31/Ago a 2/Set) e J18 | J3 (31/Ago a 2/Set) e J18 | J3 (31/Ago a 2/Set) e J18 |
| ------------------------- | ------------------------- | ------------------------- | ------------------------- |
| Equipa 1                  | Resultado J3              | Equipa 2                  | Resultado J18             |
| Leixões                   | 2 - 2 Relatório           | Vitória de Guimarães      | 1 - 2 Relatório           |
| Braga                     | 2 - 1 Relatório           | Estrela da Amadora        | 1 - 1 Relatório           |
| Paços de Ferreira         | 1 - 1 Relatório           | Boavista                  | 3 - 4 Relatório           |
| Marítimo                  | 2 - 0 Relatório           | Académica de Coimbra      | 0 - 1 Relatório           |
| Naval                     | 0 - 0 Relatório           | Vitória de Setúbal        | 2 - 1 Relatório           |
| Sporting                  | 1 - 0 Relatório           | Belenenses                | 0 - 1 Relatório           |
| União de Leiria           | 0 - 3 Relatório           | Porto                     | 0 - 4 Relatório           |
| Nacional da Madeira       | 0 - 3 Relatório           | Benfica                   | 0 - 0 Relatório           |

| J4 (14-17/Set) e J19 | J4 (14-17/Set) e J19 | J4 (14-17/Set) e J19 | J4 (14-17/Set) e J19 |
| -------------------- | -------------------- | -------------------- | -------------------- |
| Equipa 1             | Resultado J4         | Equipa 2             | Resultado J19        |
| Vitória de Setúbal   | 3 - 1 Relatório      | Braga                | 3 - 2 Relatório      |
| Boavista             | 0 - 0 Relatório      | Leixões              | 2 - 2 Relatório      |
| Porto                | 1 - 0 Relatório      | Marítimo             | 3 - 0 Relatório      |
| Benfica              | 3 - 0 Relatório      | Naval                | 2 - 0 Relatório      |
| Académica de Coimbra | 1 - 0 Relatório      | Paços de Ferreira    | 1 - 1 Relatório      |
| Estrela da Amadora   | 0 - 2 Relatório      | Sporting             | 0 - 2 Relatório      |
| Belenenses           | 2 - 1 Relatório      | União de Leiria      | 2 - 1 Relatório      |
| Vitória de Guimarães | 1 - 0 Relatório      | Nacional da Madeira  | 0 - 1 Relatório      |

| J5 (21-24/Set) e J20 (23-25/Fev) | J5 (21-24/Set) e J20 (23-25/Fev) | J5 (21-24/Set) e J20 (23-25/Fev) | J5 (21-24/Set) e J20 (23-25/Fev) |
| -------------------------------- | -------------------------------- | -------------------------------- | -------------------------------- |
| Equipa 1                         | Resultado J5                     | Equipa 2                         | Resultado J20                    |
| Naval                            | 1 - 4 Relatório                  | Vitória de Guimarães             | 0 - 1 Relatório                  |
| Leixões                          | 1 - 1 Relatório                  | Nacional da Madeira              | 0 - 1 Relatório                  |
| Braga                            | 0 - 0 Relatório                  | Benfica                          | 1 - 1 Relatório                  |
| Marítimo                         | 2 - 0 Relatório                  | Belenenses                       | 3 - 1 Relatório                  |
| Paços de Ferreira                | 0 - 2 Relatório                  | Porto                            | 0 - 3 Relatório                  |
| União de Leiria                  | 0 - 0 Relatório                  | Estrela da Amadora               | 2 - 4 Relatório                  |
| Sporting                         | 2 - 2 Relatório                  | Vitória de Setúbal               | 0 - 1 Relatório                  |
| Boavista                         | 0 - 0 Relatório                  | Académica de Coimbra             | 1 - 1 Relatório                  |

| J6 (29/Set-1/Out) e J21 (29/Fev-3/Mar) | J6 (29/Set-1/Out) e J21 (29/Fev-3/Mar) | J6 (29/Set-1/Out) e J21 (29/Fev-3/Mar) | J6 (29/Set-1/Out) e J21 (29/Fev-3/Mar) |
| -------------------------------------- | -------------------------------------- | -------------------------------------- | -------------------------------------- |
| Equipa 1                               | Resultado J6                           | Equipa 2                               | Resultado J21                          |
| Benfica                                | 0 - 0 Relatório                        | Sporting                               | 1 - 1 Relatório                        |
| Porto                                  | 2 - 0 Relatório                        | Boavista                               | 0 - 0 Relatório                        |
| Estrela da Amadora                     | 1 - 1 Relatório                        | Marítimo                               | 1 - 1 Relatório                        |
| Vitória de Setúbal                     | 2 - 0 Relatório                        | União de Leiria                        | 2 - 0 Relatório                        |
| Nacional da Madeira                    | 2 - 0 Relatório                        | Naval                                  | 1 - 1 Relatório                        |
| Belenenses                             | 1 - 0 Relatório                        | Paços de Ferreira                      | 2 - 1 Relatório                        |
| Vitória de Guimarães                   | 1 - 0 Relatório                        | Braga                                  | 0 - 0 Relatório                        |
| Académica de Coimbra                   | 1 - 1 Relatório                        | Leixões                                | 2 - 2 Relatório                        |

| J7 (6-10/Out) e J22 (8-10/Mar) | J7 (6-10/Out) e J22 (8-10/Mar) | J7 (6-10/Out) e J22 (8-10/Mar) | J7 (6-10/Out) e J22 (8-10/Mar) |
| ------------------------------ | ------------------------------ | ------------------------------ | ------------------------------ |
| Equipa 1                       | Resultado J7                   | Equipa 2                       | Resultado J22                  |
| Sporting                       | 3 - 0 Relatório                | Vitória de Guimarães           | 0 - 2 Relatório                |
| Leixões                        | 0 - 1 Relatório                | Naval                          | 1 - 2 Relatório                |
| Marítimo                       | 0 - 0 Relatório                | Vitória de Setúbal             | 0 - 1 Relatório                |
| União de Leiria                | 1 - 2 Relatório                | Benfica                        | 2 - 2 Relatório                |
| Académica de Coimbra           | 0 - 1 Relatório                | Porto                          | 0 - 1 Relatório                |
| Braga                          | 1 - 0 Relatório                | Nacional da Madeira            | 1 - 0 Relatório                |
| Paços de Ferreira              | 2 - 1 Relatório                | Estrela da Amadora             | 0 - 1 Relatório                |
| Boavista                       | 2 - 4 Relatório                | Belenenses                     | 3 - 2 Relatório                |

| J8 (26-29/Out) e J23(14-16/Mar) | J8 (26-29/Out) e J23(14-16/Mar) | J8 (26-29/Out) e J23(14-16/Mar) | J8 (26-29/Out) e J23(14-16/Mar) |
| ------------------------------- | ------------------------------- | ------------------------------- | ------------------------------- |
| Equipa 1                        | Resultado J8                    | Equipa 2                        | Resultado J23                   |
| Vitória de Guimarães            | 2 - 1 Relatório                 | União de Leiria                 | 1 - 0 Relatório                 |
| Belenenses                      | 0 - 0 Relatório                 | Académica de Coimbra            | 0 - 0 Relatório                 |
| Vitória de Setúbal              | 3 - 1 Relatório                 | Paços de Ferreira               | 1 - 2 Relatório                 |
| Nacional da Madeira             | 0 - 0 Relatório                 | Sporting                        | 1 - 4 Relatório                 |
| Estrela da Amadora              | 0 - 0 Relatório                 | Boavista                        | 1 - 2 Relatório                 |
| Benfica                         | 2 - 1 Relatório                 | Marítimo                        | 1 - 1 Relatório                 |
| Naval                           | 1 - 1 Relatório                 | Braga                           | 0 - 3 Relatório                 |
| Porto                           | 3 - 0 Relatório                 | Leixões                         | 2 - 1 Relatório                 |

| J9 (2-5/Nov) e J24   | J9 (2-5/Nov) e J24 | J9 (2-5/Nov) e J24   | J9 (2-5/Nov) e J24 |
| -------------------- | ------------------ | -------------------- | ------------------ |
| Equipa 1             | Resultado J9       | Equipa 2             | Resultado J24      |
| Porto                | 1 - 1 Relatório    | Belenenses           | 2 - 1 Relatório    |
| Leixões              | 3 - 0 Relatório    | Braga                | 0 - 0 Relatório    |
| Paços de Ferreira    | 1 - 2 Relatório    | Benfica              | 1 - 4 Relatório    |
| Académica de Coimbra | 3 - 3 Relatório    | Estrela da Amadora   | 1 - 3 Relatório    |
| Boavista             | 3 - 3 Relatório    | Vitória de Setúbal   | 1 - 3 Relatório    |
| União de Leiria      | 1 - 3 Relatório    | Nacional da Madeira  | 0 - 2 Relatório    |
| Sporting             | 4 - 1 Relatório    | Naval                | 4 - 1 Relatório    |
| Marítimo             | 0 - 1 Relatório    | Vitória de Guimarães | 0 - 1 Relatório    |

| J10 (9-12/Nov) e J25 | J10 (9-12/Nov) e J25 | J10 (9-12/Nov) e J25 | J10 (9-12/Nov) e J25 |
| -------------------- | -------------------- | -------------------- | -------------------- |
| Equipa 1             | Resultado J10        | Equipa 2             | Resultado J25        |
| Belenenses           | 1 - 1 Relatório      | Leixões              | 2 - 1 Relatório      |
| Vitória de Guimarães | 0 - 0 Relatório      | Paços de Ferreira    | 2 - 2 Relatório      |
| Naval                | 1 - 0 Relatório      | União de Leiria      | 2 - 0 Relatório      |
| Vitória de Setúbal   | 3 - 1 Relatório      | Académica de Coimbra | 0 - 0 Relatório      |
| Benfica              | 6 - 1 Relatório      | Boavista             | 0 - 0 Relatório      |
| Braga                | 3 - 0 Relatório      | Sporting             | 0 - 2 Relatório      |
| Estrela da Amadora   | 2 - 2 Relatório      | Porto                | 0 - 6 Relatório      |
| Nacional da Madeira  | 0 - 2 Relatório      | Marítimo             | 0 - 1 Relatório      |

| J11 (23-26/Nov) e J26 (11-14/Abr) | J11 (23-26/Nov) e J26 (11-14/Abr) | J11 (23-26/Nov) e J26 (11-14/Abr) | J11 (23-26/Nov) e J26 (11-14/Abr) |
| --------------------------------- | --------------------------------- | --------------------------------- | --------------------------------- |
| Equipa 1                          | Resultado J11                     | Equipa 2                          | Resultado J26                     |
| União de Leiria                   | 0 - 0 Relatório                   | Braga                             | 1 - 0 Relatório                   |
| Leixões                           | 1 - 1 Relatório                   | Sporting                          | 0 - 2 Relatório                   |
| Académica de Coimbra              | 1 - 3 Relatório                   | Benfica                           | 3 - 0 Relatório                   |
| Paços de Ferreira                 | 1 - 0 Relatório                   | Nacional da Madeira               | 2 - 1 Relatório                   |
| Marítimo                          | 0 - 1 Relatório                   | Naval                             | 3 - 1 Relatório                   |
| Porto                             | 2 - 0 Relatório                   | Vitória de Setúbal                | 2 - 1 Relatório                   |
| Belenenses                        | 0 - 0 Relatório                   | Estrela da Amadora                | 2 - 0 Relatório                   |
| Boavista                          | 3 - 2 Relatório                   | Vitória de Guimarães              | 0 - 1 Relatório                   |

| J12 (30/Nov-3/Dez) e J27 | J12 (30/Nov-3/Dez) e J27 | J12 (30/Nov-3/Dez) e J27 | J12 (30/Nov-3/Dez) e J27 |
| ------------------------ | ------------------------ | ------------------------ | ------------------------ |
| Equipa 1                 | Resultado J12            | Equipa 2                 | Resultado J27            |
| Vitória de Setúbal       | 1 - 1 Relatório          | Belenenses               | 0 - 5 Relatório          |
| Benfica                  | 0 - 1 Relatório          | Porto                    | 0 - 2 Relatório          |
| Nacional da Madeira      | 2 - 0 Relatório          | Boavista                 | 0 - 1 Relatório          |
| Naval                    | 2 - 1 Relatório          | Paços de Ferreira        | 2 - 2 Relatório          |
| Estrela da Amadora       | 2 - 0 Relatório          | Leixões                  | 0 - 0 Relatório          |
| Sporting                 | 1 - 1 Relatório          | União de Leiria          | 1 - 4 Relatório          |
| Braga                    | 2 - 1 Relatório          | Marítimo                 | 1 - 4 Relatório          |
| Vitória de Guimarães     | 2 - 1 Relatório          | Académica de Coimbra     | 0 - 0 Relatório          |

| J13 (6-10/Out) e J28 | J13 (6-10/Out) e J28 | J13 (6-10/Out) e J28 | J13 (6-10/Out) e J28 |
| -------------------- | -------------------- | -------------------- | -------------------- |
| Equipa 1             | Resultado J13        | Equipa 2             | Resultado J27        |
| Paços de Ferreira    | 0 - 2 Relatório      | Braga                | 1 - 2 Relatório      |
| Belenenses           | 1 - 0 Relatório      | Benfica              | 0 - 2 Relatório      |
| Porto                | 2 - 0 Relatório      | Vitória de Guimarães | 5 - 0 Relatório      |
| Académica de Coimbra | 1 - 0 Relatório      | Nacional da Madeira  | 3 - 0 Relatório      |
| Boavista             | 2 - 0 Relatório      | Naval                | 0 - 1 Relatório      |
| Estrela da Amadora   | 0 - 1 Relatório      | Vitória de Setúbal   | 0 - 0 Relatório      |
| Leixões              | 2 - 1 Relatório      | União de Leiria      | 3 - 1 Relatório      |
| Marítimo             | 1 - 2 Relatório      | Sporting             | 1 - 2 Relatório      |

| J14 (14-16/Dez) e J29 | J14 (14-16/Dez) e J29 | J14 (14-16/Dez) e J29 | J14 (14-16/Dez) e J29 |
| --------------------- | --------------------- | --------------------- | --------------------- |
| Equipa 1              | Resultado J14         | Equipa 2              | Resultado J29         |
| Benfica               | 3 - 0 Relatório       | Estrela da Amadora    | 0 - 0 Relatório       |
| Nacional da Madeira   | 1 - 0 Relatório       | Porto                 | 3 - 0 Relatório       |
| Naval                 | 0 - 1 Relatório       | Académica de Coimbra  | 1 - 1 Relatório       |
| Vitória de Guimarães  | 1 - 0 Relatório       | Belenenses            | 1 - 1 Relatório       |
| Sporting              | 2 - 1 Relatório       | Paços de Ferreira     | 1 - 0 Relatório       |
| União de Leiria       | 1 - 2 Relatório       | Marítimo              | 0 - 2 Relatório       |
| Leixões               | 1 - 1 Relatório       | Vitória de Setúbal    | 0 - 2 Relatório       |
| Braga                 | 0 - 0 Relatório       | Boavista              | 0 - 0 Relatório       |

| \| J15 (4-7/Jan) e J30 (10-11/Maio) \| J15 (4-7/Jan) e J30 (10-11/Maio) \| J15 (4-7/Jan) e J30 (10-11/Maio) \| J15 (4-7/Jan) e J30 (10-11/Maio) \| \| -------------------------------- \| -------------------------------- \| -------------------------------- \| -------------------------------- \| \| Equipa 1 \| Resultado J15 \| Equipa 2 \| Resultado J30 \| \| Académica de Coimbra \| 3 - 3 Relatório \| Braga \| 1 - 2 Relatório \| \| Vitória de Setúbal \| 1 - 1 Relatório \| Benfica \| 0 - 3 Relatório \| \| Boavista \| 2 - 0 Relatório \| Sporting \| 1 - 2 Relatório \| \| Marítimo \| 2 - 1 Relatório \| Leixões \| 1 - 0 Relatório \| \| Paços de Ferreira \| 2 - 1 Relatório \| União de Leiria \| 1 - 1 Relatório \| \| Estrela da Amadora \| 4 - 1 Relatório \| Vitória de Guimarães \| 0 - 4 Relatório \| \| Porto \| 1 - 0 Relatório \| Naval \| 2 - 0 Relatório \| \| Belenenses \| 1 - 1 Relatório \| Nacional da Madeira \| 2 - 1 Relatório \| |                 |                      |                 |
| J15 (4-7/Jan) e J30 (10-11/Maio) |                 |                      |                 |
| Equipa 1 | Resultado J15   | Equipa 2             | Resultado J30   |
| Académica de Coimbra | 3 - 3 Relatório | Braga                | 1 - 2 Relatório |
| Vitória de Setúbal | 1 - 1 Relatório | Benfica              | 0 - 3 Relatório |
| Boavista | 2 - 0 Relatório | Sporting             | 1 - 2 Relatório |
| Marítimo | 2 - 1 Relatório | Leixões              | 1 - 0 Relatório |
| Paços de Ferreira | 2 - 1 Relatório | União de Leiria      | 1 - 1 Relatório |
| Estrela da Amadora | 4 - 1 Relatório | Vitória de Guimarães | 0 - 4 Relatório |
| Porto | 1 - 0 Relatório | Naval                | 2 - 0 Relatório |
| Belenenses | 1 - 1 Relatório | Nacional da Madeira  | 2 - 1 Relatório |

## Melhores Marcadores
Os melhores marcadores da competição foram:
| # | Jogador          | Clube                | Golos |
| 1 | Lisandro Lopez   | Porto                | 24    |
| 2 | Óscar Cardozo    | Benfica              | 13    |
| 3 | Weldon           | Belenenses           | 12    |
| 4 | Liédson          | Sporting             | 11    |
| 4 | Wesley           | Paços de Ferreira    | 11    |
| 4 | Roland Linz      | Braga                | 11    |
| 7 | Marcelinho       | Naval                | 10    |
| 8 | Lito             | Académica de Coimbra | 9     |
| 9 | João Paulo       | União de Leiria      | 8     |
| 9 | Jorge Ribeiro    | Boavista             | 8     |
| 9 | Zé Pedro         | Belenenses           | 8     |
| 9 | Ricardo Quaresma | Porto                | 8     |

## Futebolista do Mês
O Prémio do Futebolista do Mês eleito pelo Sindicato dos Jogadores de Futebol no decorrer da época:
| Mês       | Jogador         | Clube                |
| Setembro  | Rui Costa       | Benfica              |
| Outubro   | Lucho González  | Porto                |
| Novembro  | Jorge Ribeiro   | Boavista             |
| Dezembro  | Peter Jehle     | Boavista             |
| Janeiro   | Lisandro Lopez  | Porto                |
| Fevereiro | Lisandro Lopez  | Porto                |
| Março     | Cláudio Pitbull | Vitória de Setúbal   |
| Abril     | Luis Aguiar     | Académica de Coimbra |

## Mudanças de Treinador
| Mudanças Treinador   | Mudanças Treinador   | Mudanças Treinador | Mudanças Treinador   | Mudanças Treinador | Mudanças Treinador |
| -------------------- | -------------------- | ------------------ | -------------------- | ------------------ | ------------------ |
| Clube                | Saíu                 | Data               | Entrou               | Data               | Ref                |
| Benfica              | Fernando Santos      | 2007-08-20         | José Antonio Camacho | 2007-08-20         | [ 4 ] [ 5 ]        |
| Académica de Coimbra | Manuel Machado       | 2007-09-10         | Domingos Paciência   | 2007-09-11         | [ 6 ] [ 7 ]        |
| Naval                | Francisco Chaló      | 2007-09-16         | Ulisses Morais       | 2007-10-03         | [ 8 ]              |
| Braga                | Jorge Costa          | 2007-10-30         | Manuel Machado       | 2007-11-08         | [ 9 ] [ 10 ]       |
| União de Leiria      | Paulo Duarte         | 2007-11-05         | Vítor Oliveira       | 2007-11-06         |                    |
| Benfica              | José Antonio Camacho | 2008-03-09         | Fernando Chalana     | 2008-03-11         | [ 11 ]             |
| Leixões              | Carlos Brito         | 2008-03-10         | António Pinto        | 2008-03-18         | [ 12 ]             |
| Braga                | Manuel Machado       | 2008-04-21         | António Caldas       | 2008-04-22         | [ 13 ] [ 14 ]      |

## Acontecimentos marcantes

### Caso Meyong
No jogo a contar para a 16ª jornada entre o Belenenses e a Naval 1.º de Maio, a equipa do Belenenses utilizou indevidamente o jogador Meyong.

Como consequência o Belenenses foi penalizado em 6 pontos (menos 3 por retirada da vitória e menos 3 por penalização). Já à Naval 1.º de Maio foram atribuídos 3 pontos.

### Apito Final
A 9 de Maio de 2008 a LPFP emitiu vários comunicados no âmbito da resolução do caso Apito Final.

De entre as medidas destacaram-se:
1. despromoção do Boavista à Liga de Honra na próxima época;
2. Porto perderá de 6 pontos na classificação da presente época;
3. supensão de dois anos para Pinto da Costa

O clube boavisteiro através do seu site oficial fez saber que iria interpor recurso da decisão e como tal a medida não terá efeitos imediatos.

Por seu lado, o Porto fez saber que não irá recorrer da decisão tomada pela LPFP, como tal, serão subtraídos 6 pontos na classificação final da época; mas Pinto da Costa irá recorrer do castigo aplicado a si enquanto dirigente do clube.
Ainda em Maio a FPF enviou os relatórios do caso para a UEFA, para que esta organização analisasse a possibilidade do Porto poder competir nas provas europeias (Liga dos Campeões da UEFA para a qual se qualificou). A 4 de Junho a UEFA comunicou que o Porto não poderia participar nas mesmas, tendo o clube reagido que iria recorrer da decisão.
A 29 de Julho de 2008 a LPFP, com base nas decisões da FPF, estabeleceu que o Boavista na época 2008/2009 jogaria na Liga de Honra, beneficiando desta forma o Paços de Ferreira, que se manterá na Primeira Liga.
A 11 de Maio de 2011, o Tribunal Administrativo de Lisboa declarou "inexistente" a segunda parte da reunião do Conselho de Justiça da Federação Portuguesa de Futebol (FPF) de 4 de Julho de 2008, na qual foi confirmada a suspensão de dois anos do presidente do FC Porto e a descida de divisão do Boavista. Desta forma, os castigos supramencionados foram ilegamente aplicados, apesar do imenso prejuízo que poderão ter causado (nomeadamente ao Boavista).
A 7 julho de 2017, o Conselho de Justiça da Federação Portuguesa de Futebol deu razão a Pinto da Costa no recurso apresentado ao castigo de dois anos de suspensão e multa de dez mil euros aplicados em 2008. A decisão baseia-se na ilegalidade da utilização das escutas telefónicas e na falta de credibilidade atribuída aos testemunhos de Carolina Salgado. Pinto da Costa vê assim a pena - que já cumpriu - anulada e a SAD portista, que fora castigada com a perda de seis pontos e uma multa de 150 mil euros, também beneficia, uma vez que "o recurso interposto de uma sentença abrange toda a decisão".

### Adeus deRui Costa
A época de 2007/2008 ficou também ela marcada pela despedida dos relvados do jogador Rui Costa, após 18 anos de carreira de futebol.

## Acessos e despromoções 2008/2009

### Acessos a competições europeias
| - Liga dos Campeões: - Fase de grupos - Porto, - Sporting - III Pré-eliminatória - Vitória de Guimarães | - Taça UEFA - Benfica, - Vitória de Setúbal, - Marítimo - Copa Intertoto - Braga |  |

### Despromoções
- União de Leiria
- Boavista